# 斯里萊克斯鎮區 (明尼蘇達州雷德伍德縣)
斯里萊克斯鎮區（英語：Three Lakes Township）是位於美國明尼蘇達州雷德伍德縣的一個行政鎮區，於1876年設立。

## 地方資料
斯里萊克斯鎮區的面積為91.99平方千米，當中陸地面積為91.97平方千米，而水域面積為0.02平方千米。根據2020年美國人口普查的數據，當地共有人口203人，而人口密度為每平方千米2.21人。